# Männerdomäne

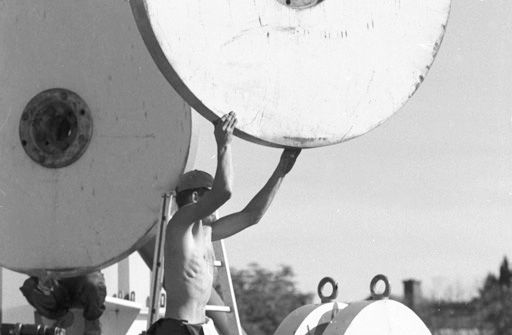
Männer…

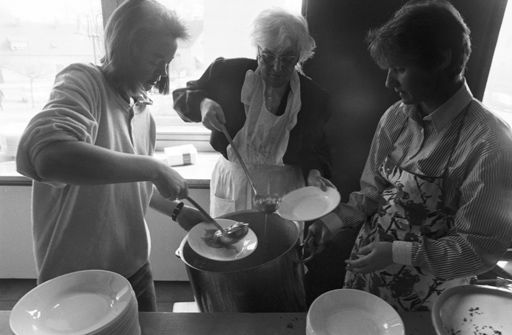
…und Frauen bei grob- und feinmotorischen Tätigkeiten

Als Männerdomäne werden gesellschaftliche Bereiche beschrieben, die fast ausschließlich von Männern geprägt beziehungsweise beeinflusst werden oder in denen überwiegend Männer tätig sind. Meist bezieht sich der Begriff auf die Arbeitswelt, kann aber auch den Bereich der Freizeitgestaltung und des Ehrenamtes umfassen. Der Begriff wird vor allem in der Beschreibung sozialer Systeme und in der Geschlechterforschung verwendet. Bereiche, die fast ausschließlich von Frauen geprägt sind, werden als Frauendomäne bezeichnet.
Vielfach wird der Begriff nicht als Selbstbeschreibung eines Bereichs verwendet, sondern findet dann Verwendung, wenn Frauen in die sogenannten Männerdomänen einbrechen.

## Männerdomänen in Arbeitsfeldern

### Arbeitsumfang
Männerdomänen innerhalb der Arbeitswelt beziehen sich sowohl auf bestimmte Sektoren der Erwerbstätigkeit sowie auf bestimmte Hierarchieebenen innerhalb eines Berufsfeldes. Ein Merkmal einer Männerdomäne ist beispielsweise das überwiegende Angebot von Vollzeitstellen, im Gegensatz zu typischen Frauenberufen, in denen häufig überwiegend Teilzeitstellen angeboten werden. Der Anteil von Männern an der Teilzeitbeschäftigung betrug im Jahre 1999 nur 13 % aller Beschäftigungsverhältnisse mit reduzierter Stundenzahl, während diese Beschäftigungsform für Frauen typisch ist.

### Arbeitsbereiche
Ein typisches Merkmal von Männerdomänen ist in der geschlechtsspezifischen Verteilung bei Berufswahl und ausgeübtem Beruf zu finden.
Bestimmte Berufsgruppen und Arbeitsbereiche werden fast ausschließlich von Männern ausgeübt. Hierzu gehören große Teile der Urproduktion wie die Berufe der Land- und Forstwirtschaft und des industriellen Sektors, der die produzierenden Berufe, das Handwerk und das Baugewerbe einschließt. Im Bereich der akademischen Bildung ist die Überschneidung zwischen männlichen und weiblichen Rollen inzwischen stärker geworden, dennoch gelten Studienfächer wie Ernährungswissenschaft und Sozialpädagogik als weiblich, während beispielsweise Agrartechnik und Nautik nach wie vor als männliche Studienfächer gelten. Hierbei liegt der Schwerpunkt typisch weiblicher Erwerbstätigkeit auf den Bereich der sogenannten haushaltsnahen Dienstleistungen, die sich häufig durch einen hohen Anteil an Teilzeitstellen auszeichnen, während die oberen Hierarchieebenen in Vollzeit durch Männer besetzt werden.
In manchen Staaten ist der Frauenanteil in IT-Berufen sehr gering.

### Gesetzliche Regelungen
Im „Dritten Reich“ wurde der Erwerbstätigkeit von Frauen engere Grenzen als zuvor gesetzt. 1940 wurde festgelegt, dass Frauen maximal 15 Kilogramm heben und tragen durften; dieser Erlass wurde nach Ende des „Dritten Reiches“ ungültig. 1938 wurde festgelegt, dass Frauen nicht als Lastwagen-, Bus- und Straßenbahnführerin arbeiten durften; diese Regelung blieb in der Bundesrepublik Deutschland bis 1971 bestehen. Später sah die westdeutsche Verordnung über die Beschäftigung von Frauen auf Fahrzeugen bestimmte die Tätigkeit von Frauen eingrenzende Vorschriften vor. So war etwa für Frauen, nicht aber für Männer, eine gesundheitliche Untersuchung alle 18 Monate vorgeschrieben, von deren Ergebnis gegebenenfalls der Erhalt des Arbeitsplatzes abhing. Frauen durften auf Fahrzeugen und Binnenschiffen nicht mehr als zehn Kilogramm Last heben; ihnen war es verboten, Kartons „von mehr als zehn Kilo Gewicht ohne mechanische Hilfsmittel“ zu verladen. Auch in vielen anderen Bereichen blieben die Frauenarbeit betreffende Vorschriften aus dem Dritten Reich lange Zeit weiter bestehen, und auch neuere Vorschriften – etwa die Arbeitsstättenverordnung, die Binnenschiffsuntersuchungsverordnung und das Seemannsgesetz – sahen Beschränkungen vor, die dem Schutz der Frauen dienen sollten, oft aber als Ausbildungs- und Berufshindernis für Frauen wirkten.

## Männerdomänen in nicht beruflichen Bereichen
Neben den Arbeitsfeldern gibt es auch im Bereich des Ehrenamtes und der Freizeitbeschäftigungen klassische Männerdomänen, die überwiegend umgangssprachlich verwendet werden. Diese sind beispielsweise Aufgaben im Bereich der Freiwilligen Feuerwehr oder dem Technischen Hilfswerk oder Interessen sowie Sportarten wie Fußball, Hockey oder Modellbau.